# Edurne Pasaban
Edurne Pasaban Lizarribar (rođena 1. kolovoza 1973.) je baskijsko-španjolska planinarka. Dana 17. svibnja 2010., ona je postala 21. osoba i prva žena koja se popela na svih 14 planinskih vrhova svijeta iznad 8000 tisuća metara. Njezin prvi vrh od 8000 metara je postignut devet godina ranije, 23. svibnja 2001., kada se popela na Mount Everest. 

## Život i karijera
Pasaban je rođena u Tolosi, gradu u Gipuskoi, Španjolska. Ona se popela na svoj deveti vrh iznad 8000 m, Broad Peak, 12. srpnja 2007., zajedno s austrijskom penjačicom Gerlinde Kaltenbrunner. 1. svibnja 2008., Pasaban se popela na Dhaulagiri, što je opet isti dan učinila i Kaltenbrunner. Obe su umanjivale aspekt utrke između njih za prvu ženu na svih 14 vrhova iznad 8000 metara. 18. svibnja 2009, Pasaban se popela na Kangchenjungu sa, između ostalima, i Juanitom Oiarzabal i poljskom penjačicom Kingom Baranowskom. S tim je nadmašila Kaltenbrunner i Nives Meroi i postala prva žena u penjanju na vrhove iznad 8000 metara. Gerlinde Kaltenbrunner ju je sustigla dva dana kasnije kada se popela na Lhotse. Nives Meroi se tada pokušala uspeti na vrh Kangchenjunga ali je morala odustati jer je njezin suprug i kolega penjač, Romano Benet, imao zdravstvenih problema.
17. travnja 2010. dodala je Annapurnu u svoj rekord, i nastavila izravno na Shisha Pangma, gdje je završila svoj zadatak 17. svibnja.
27. travnja 2010., objavljeno je da bi Pasaban mogla izgubiti titulu od korejske penjačice Oh Eun- Sun. Međutim, Pasaban i drugi stručnjaci su osporavali uspon Oh na Kangchenjungu. Nakon razgovora između Elizabeth Hawley i Pasaban, Hawley najavio je da će Ohin uspon biti označen kao "sporan" u budućim izdanjima njezine Himalajske baze podataka.
Dana 3. svibnja, Oh Eun-Sun je vodila sat vremena dugu raspravu s Elizabeth Hawley u Kathmanduu, u kojem je zatražila Oh detalje njezina uspona na Kangchenjung. "Oh će biti pripisan uspon na Kangchenjungu ali će biti označena kao "sporan" rekla je Hawley kasnije u izjavi za novinare."  Njezin izračun je bio potpuno drugačiji od Pasaban tako da ja stvarno ne znam tko je u pravu", dodala je. Hawley je navodno kazala kako će se uspon na Kangchenjungu ponovno priznati, ako španjolski tim povuče svoje tvrdnje.  Odbacujući Pasabanine tvrdnje, Oh je dodala: " vjerujem da su Pasaban neki Šerpe rekli da se nisam popela Kangchenjungu. Ali nema imena Šerpa koji su to spomenuli. Zašto? " 4. svibnja 2010. Pasaban spomenula imena sedam Šerpa koji su bili uključeni: " Dawa Ongchu Sherpa, Pema Chiring Sherpa, Chheji Nurbu Sherpa, Dawa Sangge Sherpa, Ong Darchi Sherpa, Cuombi Sherpa i Phurdorchi Sherpa "  Ona je odbila dati imena tih Šerpa ranije jer su ovi još radili za korejske penjače. Kasnije je Pasaban priznala da je bila druga žena koja se popela na 14 najviših vrhova, ali pitanje je li se korejska penjačica zapravo popela na sve njih.
Međutim, 29. kolovoza 2010., objavljeno je da Južnokorejska planinarska federacija, nakon razmatranja dokaza koje je predstavila Oh, odbila priznati njezin uspon na vrh Kangchenjunga, prihvaćajući verziju Šerpa prema kojoj Oh nije bila u mogućnosti dovršiti uspon zbog loših vremenskih uvjeta. Oh Eun-Sun je kasnije priznala da je morala stati nekoliko metara ispod vrha Kangchenjunga, te je stoga poznata planinarska stranica ExplorersWeb objavila 10. prosinca 2010. kako je Edurne Pasaban prva žena koja se popela svih četrnaest vrhova. To je razriješilo polemiku u korist Pasaban.
Ostale žene koje su pokušale popeti se na vrhove iznad 8000 metara uključuju Nives Meroi iz Italije.

## Usponi
- 17. svibnja 2010. - Shisha Pangma
- 17. travnja 2010. - Annapurna
- 18. svibnja 2009. - Kangchenjunga
- 5. listopada 2008. - Manaslu
- 1. svibnja 2008. - Dhaulagiri
- 12. srpnja 2007. - Broad Peak
- 20. srpnja 2005.- Nanga Parbat
- 26. srpnja 2004. - K2
- 26. srpnja 2003. - Gasherbrum I
- 19. srpnja 2003. - Gasherbrum II
- 26. svibnja 2003. - Lhotse
- 5. listopada 2002.- Cho Oyu
- 16. svibnja 2002.- Makalu
- 23. svibnja 2001. - Mount Everest

## Vanjske poveznice
- http://www.edurnepasaban.com/